# Gene Kranz
Eugene Francis „Gene“ Kranz (* 17. srpna 1933 Toledo, Ohio) je americký letecký inženýr, bývalý stíhací pilot a vysloužilý letový ředitel a manažer NASA. Jako letový ředitel řídil mise programů Gemini a Apollo, včetně Apolla 11, první mise přistávající na Měsíci. Je nejlépe známý tím, že úspěšné řídil tým Mission Control při záchraně posádky Apolla 13. V roce 1995 byla jeho práce při záchraně Apolla 13 vylíčena ve stejnojmenném filmu, kde jeho postavu ztvárnil Ed Harris. Je také známý svým krátkým účesem a elegantními vestami různých stylů a materiálů, které mu šila jeho manželka Marta Kranz.
Je osobním přítelem amerických astronautů té doby a zůstává prominentní postavou v americké historii průzkumu vesmíru s posádkou. Jeho kariéra byl předmětem několika celovečerních filmů, dokumentárních filmů, knih a článků v časopisech. Je držitelem prezidentské medaile svobody. V roce 2010 se v průzkumu Space Foundation stal nejoblíbenějším vesmírným hrdinou.